# Противотуберкулёзные препараты
Противотуберкулёзные препараты — препараты, активные по отношению к палочке Ко́ха (лат. Mycobactérium tuberculósis) и другим возбудителям туберкулёза. Согласно международной анатомо-терапевтическо-химической классификации (рус. АТХ, англ. ATC), имеют код J04A.
По активности противотуберкулёзные препараты подразделяют на три группы:
- наиболее эффективные (изониазид, рифампицин),
- умеренно эффективные (стрептомицин, канамицин, амикацин, этамбутол, пиразинамид, офлоксацин, ципрофлоксацин, этионамид, протионамид, капреомицин, циклосерин),
- низко эффективные (ПАСК, тиоацетазон).[2]

Большинство противотуберкулёзных препаратов оказывают бактериостатическое, а не бактерицидное действие. Препараты не оказывают воздействия на туберкулёзные микобактерии, находящиеся в инкапсулированных очагах казеоза и кавернах с выраженной фиброзной стенкой, так как казеоз и фиброзная ткань лишены кровеносных сосудов, по которым препараты могли бы проникнуть в очаги поражения.

## История
В 1943 обнаружен стрептомицин, первый антибиотик группы аминогликозидов и первый, оказавшийся активным против туберкулёза. Был открыт вторым после пенициллина Зельманом Ваксманом, за что он получил Нобелевскую премию в 1952 году. После нескольких лет тестирования и доработки, в 1946 году стрептомицин начинает широко использоваться для борьбы с туберкулёзом и проказой.

## Классификация противотуберкулёзных препаратов
В современной классификации противотуберкулёзные препараты принято разделять на два ряда в зависимости от переносимости и клинической эффективности.

### Препараты первого ряда
Основная группа препаратов. Препараты, входящие в неё, оказывают максимальный эффект при минимальной токсичности.
| Название     | Медицинское сокращение, аббревиатура | Код АТХ | Группа                                |
| ------------ | ------------------------------------ | ------- | ------------------------------------- |
| Стрептомицин | S                                    | J01GA01 | Стрептомицины                         |
| Рифампицин   | R                                    | J04AB02 | Антибиотики                           |
| Рифабутин    | Rb                                   | J04AB04 | Антибиотики                           |
| Рифапентин   | P                                    | J04AB05 | Антибиотики                           |
| Изониазид    | H                                    | J04AC01 | Гидразиды                             |
| Пиразинамид  | Z                                    | J04AK01 | Прочие противотуберкулезные препараты |
| Этамбутол    | E                                    | J04AK02 | Прочие противотуберкулезные препараты |

### Препараты второго ряда
Препараты второго ряда оказывают более слабое воздействие на возбудителя туберкулёза, чем препараты первого ряда, являясь в то же время более токсичными для организма человека. Поэтому они применяются только тогда, когда у больных определяется устойчивость микобактерий туберкулёза к препаратам первого ряда. Обычно это имеет место после уже проводившейся антибактериальной терапии, но у части впервые выявленных пациентов обнаруживается первичная устойчивость в результате первичного заражения лекарственноустойчивыми штаммами микобактерий туберкулёза.
| Название                               | Медицинское сокращение, аббревиатура | Код АТХ | Группа                                    |
| -------------------------------------- | ------------------------------------ | ------- | ----------------------------------------- |
| Канамицин                              | Km                                   | A07AA08 | Антибиотики                               |
| Циклосерин                             | Cs                                   | J04AB01 | Антибиотики                               |
| Капреомицин                            | Cm                                   | J04AB30 | Антибиотики                               |
| Протионамид                            | Pto                                  | J04AD01 | Производные тиокарбамида                  |
| Этионамид                              | Eto                                  | J04AD03 | Производные тиокарбамида                  |
| Меропенем                              | Mp                                   | J01DH02 | Карбапенемы                               |
| Имипенем + Циластатин                  | Imp                                  | J01DH51 | Карбапенемы                               |
| Амикацин                               | Am                                   | J01GB06 | Прочие аминогликозиды                     |
| Спарфлоксацин                          | Sfx                                  | J01MA09 | Фторхинолоны                              |
| Левофлоксацин                          | Lfx                                  | J01MA12 | Фторхинолоны                              |
| Моксифлоксацин                         | Mfx                                  | J01MA14 | Фторхинолоны                              |
| Линезолид                              | Lzd                                  | J01MA14 | Другие антибактериальные препараты        |
| Аминосалициловая кислота               | PAS                                  | J04AA01 | Аминосалициловая кислота и ее производные |
| Теризидон                              | Trd                                  | J04AK03 | Прочие противотуберкулезные препараты     |
| Бедаквилин                             | Bq                                   | J04AK05 | Прочие противотуберкулезные препараты     |
| Деламанид                              | Dlm                                  | J04AK06 | Прочие противотуберкулезные препараты     |
| Тиоуреидоиминометилпиридиния перхлорат | Tpp                                  |         | Прочие противотуберкулезные препараты     |
| Клофазимин                             | Cfz                                  | J04BA01 | Противолепрозные препараты                |

### Комбинированные препараты
| Название                                                          | Код АТХ | Торговое название                                                                |
| ----------------------------------------------------------------- | ------- | -------------------------------------------------------------------------------- |
| Изониазид + Рифампицин +/- [Пиридоксин]                           | J04AM02 | Изониазид+Рифампицин, Протуб-2, Тубавит                                          |
| Изониазид+Этамбутол+/- [Пиридоксин]                               | J04AM03 | Протубэтам, Фтизоэтам, Фтизоэтам В6                                              |
| Изониазид + Пиразинамид + Рифампицин+/- [Пиридоксин]              | J04AM05 | Протуб-3, ФТИЗАМАКС, Протубвита                                                  |
| Изониазид + Пиразинамид + Рифампицин + Этамбутол +/- [Пиридоксин] | J04AM06 | ФОРКОКС, РИПЭГ, Протуб-4, Протуб-4 плюс, Изокомб, Комбитуб, Ласлонвита, Репин В6 |

### Резервные препараты
| Название                            | Медицинское сокращение, аббревиатура | Код АТХ | Группа                                                                        |
| ----------------------------------- | ------------------------------------ | ------- | ----------------------------------------------------------------------------- |
| Рифабутин (Микобутин)               | Rb                                   | J04AB04 | Ансамицины                                                                    |
| Клофазимин                          | Clo                                  | J04BA01 | Ансамицины                                                                    |
| Амоксициллин (клавулановая кислота) | Am                                   | J01CA04 | полусинтетические пенициллины                                                 |
| Фтивазид                            | Ph                                   | J04AC   | Гидразиды                                                                     |
| Флуренизид                          | Fl                                   | GO1AХ10 | Синтетические антибактериальные препараты, производные изоникотиновой кислоты |
| Флоримицин                          | F                                    |         | Синтетические антибактериальные препараты                                     |
| Тиоацетазон                         | Т                                    | J04AM04 | Синтетические антибактериальные препараты                                     |

### Классификация ВОЗ препаратов для лечения туберкулеза с устойчивостью МБТ к рифампицину и изониазиду (или только рифампицину)
ВОЗ рекомендует деление препаратов для лечения туберкулеза с устойчивостью МБТ к рифампицину и изониазиду (или только рифампицину на 3 группы в зависимости от соотношения их пользы и вреда:
- Группа А: фторхинолоны (левофлоксацин и моксифлоксацин), бедаквилин и линезолид сочтены высокоэффективными и настоятельно рекомендуются для включения во все режимы при отсутствии противопоказаний;
- Группа B: циклосерин, теризидон, клофазимин
- Группа C: в нее входят все прочие препараты, которые могут использоваться в том случае, если режим не может быть составлен из препаратов групп A и B. Препараты в группе С отсортированы по стандартно ожидаемому от каждого из них относительному балансу пользы и вреда. К группе С относятся: этамбутол, деламанид, пиразинамид, имипенем + [циластатин], меропенем, амикацин, стрептомицин, протионамид, этионамид, аминосалициловая кислота.

### Новые схемы
В 2017 году объединение TB Alliance сообщило об успешных испытаниях двух лекарственных схем лечения туберкулёза.
Схема BPaMZ состоит из бедаквилина, претоманида, моксифлоксацина и пиразинамида. Схема BPaMZ прошла испытания с участием 240 человек. BpaL состоит из бедаквилина, претоманида (PA-824) и линезолида. Из 69 пациентов с устойчивой формой в 40 случаях испытания новой схемы прошли успешно. В России бедаквилин выпускается под торговым названием Сиртуро.

## Взаимодействие противотуберкулёзных препаратов
|          |     | Номер                           | 1     | 2   | 3   | 4 | 5  | 6  | 7   | 8  | 9 | 10    | 11 | 12  | 13 | 14 |
| Препарат | H   | Z                               | R     | E   | S   | C | Of | Cf | Pt  | Et | A | Cp    | K  | PAS |    |    |
| -------- | --- | ------------------------------- | ----- | --- | --- | - | -- | -- | --- | -- | - | ----- | -- | --- | -- | -- |
| 1        | H   | Изониазид                       | 0,9   |     |     |   |    |    |     |    |   |       |    |     |    |    |
| 2        | Z   | Пиразинамид                     |       | 2,5 |     |   |    |    |     |    |   |       |    |     |    |    |
| 3        | R   | Рифампицин                      |       |     | 0,6 |   |    |    |     |    |   |       |    |     |    |    |
| 4        | E   | Этамбутол                       |       |     |     | 2 |    |    |     |    |   |       |    |     |    |    |
| 5        | S   | Стрептомицин                    |       |     |     |   | 2  |    |     |    |   |       |    |     |    |    |
| 6        | C   | Циклосерин                      | [ 7 ] |     |     |   |    | 1  |     |    |   | [ 7 ] |    |     |    |    |
| 7        | Of  | Офлоксацин                      |       |     |     |   |    |    | 0,8 |    |   |       |    |     |    |    |
| 8        | Cf  | Ципрофлоксацин                  |       |     |     |   |    |    |     |    |   |       |    |     |    |    |
| 9        | Pt  | Протионамид                     |       |     |     |   |    |    |     |    | 1 |       |    |     |    |    |
| 10       | Et  | Этионамид                       |       |     |     |   |    |    |     |    |   | 1     |    |     |    |    |
| 11       | A   | Амикацин                        |       |     |     |   |    |    |     |    |   |       |    |     |    |    |
| 12       | Cp  | Капреомицин                     |       |     |     |   |    |    |     |    |   |       |    |     |    |    |
| 13       | K   | Канамицин                       |       |     |     |   |    |    |     |    |   |       |    |     |    |    |
| 14       | PAS | Аминосалициловая кислота (ПАСК) |       |     |     |   |    |    |     |    |   |       |    |     |    | 12 |

| Максимальная суточная доза, грамм | Максимальная суточная доза, грамм |  | Ослабление действия, конкуренция  |  | Усиливает действие      |  | Синергизм                  |
|                                   | Несовместимость, антагонизм       |  | Возрастает риск гепатотоксичности |  | Усиливается токсичность |  | Усиливает нейротоксичность |
|                                   | Замедляется выведение почками     |  |                                   |  |                         |  |                            |

## Распределение препаратов по группам, рекомендуемых для применения в длительных режимах лечения МЛУ-ТБа[8]
| Группы препаратов и этапы                                                                                    | Препарат                           | Аббревиатура |
| Группа A: включить все три препарата                                                                         | Левофлоксацин или моксифлоксацин   | Lfx Mfx      |
| Группа A: включить все три препарата                                                                         | Бедаквилинb,c                      | Bdq          |
| Группа A: включить все три препарата                                                                         | Линезолидd                         | Lzd          |
| Группа B: добавить один или оба препарата                                                                    | Клофазимин                         | Cfz          |
| Группа B: добавить один или оба препарата                                                                    | Циклосерин или теризидон           | Cs Trd       |
| Группа C: добавить для укомплектования режима и в случае невозможности использовать препараты из групп A и B | Этамбутол                          | E            |
| Группа C: добавить для укомплектования режима и в случае невозможности использовать препараты из групп A и B | Деламанидe                         | Dlm          |
| Группа C: добавить для укомплектования режима и в случае невозможности использовать препараты из групп A и B | Пиразинамидf                       | Z            |
| Группа C: добавить для укомплектования режима и в случае невозможности использовать препараты из групп A и B | Имипенем-циластатин или Меропенемg | Ipm–Cln Mpm  |
| Группа C: добавить для укомплектования режима и в случае невозможности использовать препараты из групп A и B | Амикацин (или стрептомицин)h       | Am (S)       |
| Группа C: добавить для укомплектования режима и в случае невозможности использовать препараты из групп A и B | Этионамид или Протионамидi         | Eto Pto      |
| Группа C: добавить для укомплектования режима и в случае невозможности использовать препараты из групп A и B | Парааминосалициловая кислотаi      | ПАСК         |

a Данная таблица предназначена для использования при разработке индивидуальных длительных режимов лечения МЛУ-ТБ (состав рекомендованного короткого режима лечения МЛУ-ТБ в основном стандартизирован; см. раздел 2). Препараты в группе С отсортированы по убыванию стандартной предпочтительности для применения с учетом прочих аспектов. В метаанализе ИДП за 2018 г., посвященном длительным режимам, отсутствовали пациенты, принимавшие тиоацетазон, а также присутствовало слишком мало пациентов, принимавших гатифлоксацин и высокодозный изониазид, для проведения полноценного анализа. Вынесение рекомендаций в отношении перхлозона, гамма-интерферона или сутезолида оказалось невозможным ввиду отсутствия в соответствующих исследованиях данных об итоговых результатах лечения пациентов (см. веб-приложение 5).
b Бедаквилин обычно принимается перорально в дозировке 400 мг один раз в сутки на протяжении первых 2 недель, а затем перорально в дозировке 200 мг три раза в неделю в течение 22 недель (общая продолжительность приема составляет 24 недели). По итогам многократного анализа постепенно появлявшихся новых данных ограничение на использование бедаквилина в зависимости от возраста пациента больше не применяется. В 2018 г. данных о безопасности и эффективности использования бедаквилина на протяжении более чем 6 месяцев оказалось недостаточно для анализа. Таким образом, применение бедаквилина на протяжении более чем 6 месяцев было включено в режим в соответствии с передовой практикой применения препаратов по незарегистрированным показаниям (65). ГРР 2019 г. получила новые фактические данные относительно профиля безопасности применения бедаквилина на протяжении более чем 6 месяцев, но в связи с ограниченным объемом и потенциальным остаточным искажением данных группа не смогла оценить воздействие продолжительного приема бедаквилина на эффективность лечения. В то же время имеющиеся фактические данные свидетельствуют о безопасности применения бедаквилина на протяжении срока, превышающего 6 месяцев, у пациентов, чье состояние было предметом регулярного и надлежащего мониторинга как на базовом этапе, так и в период последующего наблюдения. Прием бедаквилина в течение более чем 6 месяцев по-прежнему представляет собой прием по незарегистрированным показаниям, в связи с чем при подобных назначениях следует руководствоваться передовым опытом в этой области.
c Данных об одновременном применении бедаквилина и деламанида в 2018 г. оказалось недостаточно для анализа. В 2019 г. ГРР получила новые данные об одновременном использовании бедаквилина и деламанида. В отношении безопасности ГРР пришла к выводу о том, что эти данные не содержат каких-либо дополнительных сомнений в безопасности одновременного применения бедаквилина и деламанида. Оба препарата могут применяться одновременно у пациентов, для которых ограничено использование других вариантов лечения, при условии осуществления достаточного мониторинга лечения (включая исходное и последующее снятие ЭКГ и контроль баланса электролитов). ГРР проанализировала данные об эффективности одновременного применения бедаквилина и деламанида, но в связи с ограниченным объемом и потенциальным остаточным искажением данных не смогла вынести рекомендации относительно эффективности такого применения.
d Было обнаружено, что применение линезолида на протяжении не менее чем 6 месяцев повышает эффективность лечения, хотя использование этого препарата может быть ограниченным ввиду его токсичности. Анализ показал, что использование линезолида в течение всего срока лечения позволит оптимизировать его эффект (около 70% пациентов, по которым имелись данные, принимали линезолид на протяжении более чем 6 месяцев, а 30% – на протяжении 18 месяцев или всего курса лечения). Из субанализа ИДП оказалось невозможным вывести какие-либо прогностические признаки для пациентов, связанные с ранним прекращением приема линезолида.
e Данных о безопасности и эффективности использования деламанида на протяжении более чем 6 месяцев оказалось недостаточно для анализа. Применение деламанида подобным образом должно соответствовать передовой практике применения препаратов по незарегистрированным показаниям (65). По итогам многократного анализа постепенно появлявшихся новых данных ограничение на использование деламанида в зависимости от возраста пациента больше не применяется.
f Пиразинамид рассматривается как эффективный препарат только в том случае, если чувствительность к нему подтверждена результатами ТЛЧ.
g Каждую дозу имипенем-циластатина и меропенема применяют вместе с клавулановой кислотой, которая доступна только в препаратах в сочетании с амоксициллином. Амоксициллин-клавулановая кислота не считается дополнительным эффективным противотуберкулезным препаратом и не должна использоваться без имипенем-циластатина или меропенема.
h Амикацин и стрептомицин следует рассматривать только в том случае, если чувствительность к ним подтверждена результатами ТЛЧ и существует возможность обеспечить высококачественный аудиометрический контроль потери слуха. Стрептомицин следует рассматривать только в случае невозможности использования амикацина (т. е. если препарат недоступен или задокументирована устойчивость к нему) и если результаты ТЛЧ подтверждают чувствительность к нему (т. е. устойчивость к стрептомицину не обнаруживается с помощью молекулярных LPA для препаратов второго ряда, поэтому требуется фенотипическое ТЛЧ). Канамицин и капреомицин более не рекомендуются для использования в режимах лечения МЛУ-ТБ.
i Эти препараты продемонстрировали эффективность только в режимах без применения бедаквилина, линезолида, клофазимина или деламанида и поэтому могут быть предложены только при невозможности составления режима из других препаратов.

## Другие препараты
В связи с высокой токсичностью противотуберкулёзных препаратов во фтизиатрии активно применяются гепатопротекторы.
При появлении симптомов лекарственной интоксикации производят полную или частичную отмену препаратов, детоксикацию реосорбилактом и ацетилцистеином. После исчезновения симптомов химиотерапию продолжают. Для поддержания сердечной мышцы используют препараты, содержащие калий (панангин).
C целью профилактики периферической нейропатии и других побочных явлений со стороны нервной системы, применяют витамины группы B, глутаминовую кислоту и АТФ в виде натриевой соли.
Глюкокортикоиды в лечении туберкулёза применяют очень осторожно в связи с возможностью генерализации инфекции. Применяют в только на фоне химиотерапии.
С целью ускорения процессов заживления могут применяться такие препараты как глюнат, ФиБС, стекловидное тело, препараты алоэ и др.

## Поиск новых методов лечения
Бедаквилин (сиртуро) — первый за последние 40 лет принципиально новый противотуберкулёзный препарат для лечения туберкулёза.
В 2000-х годах был обнаружен новый класс мишеней для блокирования — аминоацил-тРНК-синтетазы (АРСазы). Достоинством мишени является то, что бактериальные (прокариотные) АРСазы зачастую довольно сильно отличаются от эукариотных. Это позволяет применять блокаторы для лечения без блокировки аналогов в теле человека
В 2016 году были опубликованы результаты исследований, в которых предлагаются новые потенциальные лекарства для лечения туберкулёза, механизм действия которых основан на селективной деактивации фермента лейцил-тРНК-синтетазы (ЛРСазы) возбудителя туберкулёза.
Учёные из Института молекулярной биологии и генетики УАН (Киев, Украина) и Otava Ltd. (Вон, Онтарио, Канада) но основе более ранних исследований смогли построить трёхмерную модель ЛРСазы. Путём виртуального моделирования они смогли выделить из 100 000 разнообразных веществ те, которые наиболее вероятно смогут блокировать ЛРСазу M. tuberculosis. Тесты показали, что наиболее выраженными ингибирующими свойствами обладают шесть веществ из двух различных групп (4-{[4-(4-Bromo-phenyl)-thiazol-2-yl]hydrazonomethyl}-2-methoxy-6-nitro-phenol и 5-(2-Hydroxy-5-methylphenylamino)-6-methyl-2H-[1,2,4]triazin-3-one).
В 2018 появилось независимое подтверждение тому, что открытие команды Университета Манчестера оказалось эффективным, для морских свинок в Университете Рутгерса. Суть открытия состоит в модификации фактора вирулентности MptpB, что делает микобактерии «видимыми» для иммунной системы. Это первый открытый метод лечения, не базирующийся на антибиотиках. Клетки человека не содержат подобных молекул, поэтому вещество полностью безопасно для пациентов. В ближайшие годы учёные планируют приступить к клиническим испытаниям на людях.
PA-824 (претоманид) обладает активностью против Mycobacterium tuberculosis, при этом действует одновременно как ингибитор роста клеточной стенки (подобно изониазиду), и как дыхательный яд (подобно цианидам). Одобрен для применения в США (2019).

## Побочные эффекты
Давно известно, что изониазид, амикацин, канамицин и другие препараты этих типов при длительном применении или превышении дозировки приводят к токсическому поражению слуховой ветви VIII пары черепно-мозговых нервов. Это проявляется в виде шума в ушах, снижению слуха.
Недавние исследования показали, что фторхинолоны пагубно влияют на митохондриальные ДНК. При длительном лечении это приводит к нарушению механизма синтеза АТФ и возникновению синдрома хронической усталости.
Циклосерин влияет на центральную нервную систему. Одним из самых серьезных побочных эффектов является изменение характера и поведенческих характеристик пациента.